# New Guinea Force
Die New Guinea Force war eine spezielle australische Militäreinheit, die 1942 zur Verteidigung der unter australischer Verwaltung stehenden britischen Kolonie Territorium-Papua aufgestellt wurde.

## Historie
Zu Beginn des Pazifikkriegs bestand die australische Armee aus zwei Teilen:
1. der 2nd Australian Imperial Force (2nd AIF) und
2. die Citizen Military Force (bekannt unter der Kurzform Miliz).

Die Miliz, die auch aus Wehrpflichtige bestand, durfte nicht außerhalb Australiens, oder von Australien verwalteter Gebiete wie Papua operieren.
Im Gegenzug dazu war die 2nd AIF eine Expeditionsstreitkraft von Freiwilligen, die im Dezember 1941 größtenteils mit der britischen 8. Armee gegen die Deutschen und Italiener in Nordafrika kämpfte.
Daher fiel ein Großteil der anfänglichen Verteidigung der britischen Kolonien, die unter australischer Verwaltung standen in Neuguinea an die Milizeinheiten. Diese waren allerdings nicht so gut ausgerüstet oder ausgebildet wie die Einheiten der 2nd AIF.
Diese Situation konnte verbessert werden als die AIF-Truppen aus Nordafrika zurückkehrten und die Milizeinheiten auf eine professionellere Grundlage gestellt wurden.
Neuguinea wurde zwischen 1942 und 1944 zum Schwerpunkt der australischen Kriegsanstrengungen und mindestens 400000 Australier dienten dort, inklusive Soldaten und Personal der Royal Australian Air Force und der Royal Australian Navy.
Der Oberkommandierende der alliierten Streitkräfte im Südpazifik, General Douglas MacArthur teilte seine Streitkräfte in vier Einsatzkräfte auf, ohne die Streitkräfte des südpazifischen Raums. Die erste Task Force war die New Guinea Force unter General Thomas Blamey. Diese bestand im Wesentlichen aus Einheiten der australischen Armee, aber auch einigen Amerikanern und hatte die Aufgabe Lae, Salamaua und die Huon-Halbinsel bis nach Madang zu erobern. Das Hauptquartier der New Guinea Force lag in Port Moresby.

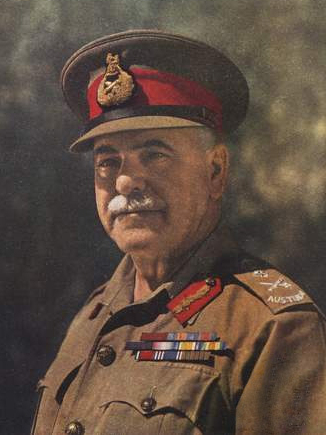
General Sir Thomas Blamey

Die Japaner landeten am 21. Juli 1942 bei Buna und Gona (→ Operation RI) und machten sich über Land auf den Weg nach Kokoda.
Im August, als sich die Situation in Neuguinea verschlechterte, wurde beschlossen, die 7. Division einzusetzen. Die 21. Brigade unter Brigadier Arnold Potts wurde nach Port Moresby geschickt, von wo aus sie vorrücken würden, um die Einheiten der Miliz zu verstärken, einschließlich des 39. Bataillons, das eine Nachhutaktion auf dem Kokoda-Trail bekämpfte (→ Kokoda-Track-Kampagne). Gleichzeitig wurde die 18. Brigade unter dem Kommando von Brigadier George Wootten zur Milne-Bucht geschickt.
Generalmajor Sydney Rowell, Kommandeur des I. Korps, übernahm am 9. August das Kommando über die Streitkräfte, da General Blamey sich zu der Zeit nicht in Australien aufhielt.
Der New Guinea Force gelang es anschließend in schweren Kämpfen die Japaner auf dem Kokoda-Trail bis nach Buna zurückzudrängen und das Gebiet dort bis Mitte Januar 1943 in ihre Hand zu bekommen. Etwa zur gleichen Zeit wurde Wau eingenommen.
Zur Kontrolle der Verwaltungseinheiten, die die bevorstehenden Kampagnen unterstützen, wurde am 15. März 1943 das Basisgebiet Port Moresby eingerichtet und unter das Kommando der New Guinea Force gestellt. Am 5. Juni schuf die New Guinea Force fünf untergeordnete Basisgebiete, jeweils eines für Port Moresby, die Milne-Bucht, Buna, Bulldog (Wau Base Sub Area) und Morobe. Das Kommando über alle Einheiten der Kommunikationslinie wurde am 14. Juni 1943 von der New Guinea Force an das Moresby Base Area übergeben. Das Bulldog Base Sub Area war besonders bemerkenswert, da es sich in vollständig australischer Verantwortung befand, die erste ihrer Art, an der bis zu 10.000 Soldaten beteiligt waren.
Mit der Rückeroberung von Salamaua-Lae, die im April 1943 begann und im September des Jahres erfolgreich endete, begannen eine Reihe weiterer Schlachten der New Guinea Force zusammen mit den alliierten Amerikanern gegen die Japaner; die Schlacht um Mubo, die Landung in der Nassaubucht und die Landung bei Nadzab.

## Befehlshaber
Oberbefehlshaber der New Guinea Force war 1942 General Blamey, während er in Port Moresby weilte.

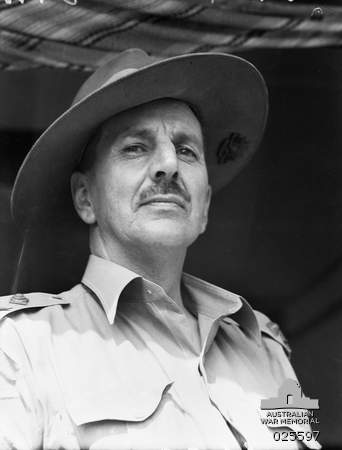
Major General Basil Morris

### Kommandierende Offiziere
- Ende 1941 – August 1942: Major General Basil Morris, wurde danach Oberbefehlshaber der Australian New Guinea Administrative Unit (ANGAU)
- 9. August – September 1942: Lieutenant General Sydney Rowell
- September 1942 – August 1943: Lieutenant General Edmund Herring
- Januar 1943 – Mai 1943: Lieutenant General Sir Iven Mackay (Interim)
- August 1943 – Januar 1944: Lieutenant General Sir Iven Mackay
- November 1943 – Januar 1944: Lieutenant General Sir Leslie Morshead (Interim)
- Januar 1944 – April 1944: Lieutenant General Sir Leslie Morshead
- April 1944: Lieutenant General Stanley Savige – Befehlshaber II Corps
- 1944: Lieutenant General Frank Berryman
- 1944 – 1945: Lieutenant General Leslie Morshead